# Popis šefova država i vlada
Ovo je popis državnih vođa, koji sadrži popis svih šefova država i šefova vlada u svijetu.
U nekim državama, prije svega u državama s predsjedničkim sustavom ili diktaturama, funkcije šefa države i šefa vlade su objedinjene, ovisno o njihovim ustavnim odredbama. Također valjda napomenut da šef države može biti i kolektivno tijelo. U državama Commonwealtha britanska kraljica je formalno državni poglavar koju predstavlja generalni guverner.
Valja napomenuti da međunarodno pravo zahtjeva da u svakoj državi postoji državni poglavar, kao redovito tijelo vanjskog zastupanja države, koji mora bit poznat drugim državama.

## Popis šefova država i vlada

### A
| Država            | Oblik vladavine             | Šef države | Šef vlade                         |
| ----------------- | --------------------------- | --- | --------------------------------- |
| Afganistan        | republika                   | predsjednik Ashraf Ghani | predsjednik Ashraf Ghani          |
| Albanija          | parlamentarna republika     | predsjednik Ilir Meta | predsjednik Vlade Edi Rama        |
| Alžir             | polupredsjednička republika | predsjednik Abdelaziz Bouteflika | predsjednik Vlade Ahmed Ouyahia   |
| Andora            | parlamentarna monarhija     | biskup suknez Joan Enric Vives Sicília (kojeg predstavlja Josep Maria Mauri) i francuski suknez Emmanuel Macron (kojeg predstavlja Jean-Pierre Hugues) | predsjednik Vlade Antoni Martí    |
| Angola            | predsjednička republika     | predsjednik Joao Lourenço | predsjednik Joao Lourenço         |
| Antigva i Barbuda | parlamentarna monarhija1    | kraljica Elizabeta II., generalni guverner Rodney Williams                                                                                             | predsjednik Vlade Gaston Browne   |
| Argentina         | predsjednička republika     | predsjednik Mauricio Macri | predsjednik Mauricio Macri        |
| Armenija          | predsjednička republika     | predsjednik Armen Sarkissian | predsjednik Vlade Nikol Pashinyan |
| Australija        | parlamentarna monarhija1    | kraljica Elizabeta II., generalni guverner Peter Cosgrove                                                                                              | predsjednik Vlade Scott Morrison  |
| Austrija          | parlamentarna republika     | predsjednik Alexander Van der Bellen | kancelar Sebastian Kurz           |
| Azerbajdžan       | predsjednička republika     | predsjednik İlham Aliyev | predsjednik Vlade Novruz Mammadov |

### B
| Država              | Oblik vladavine                                 | Šef države                                                                                         | Šef vlade                                            |
| ------------------- | ----------------------------------------------- | -------------------------------------------------------------------------------------------------- | ---------------------------------------------------- |
| Bahami              | parlamentarna monarhija1                        | kraljica Elizabeta II., generalni guverner Marguerite Pindling                                     | predsjednik Vlade Hubert Minnis                      |
| Bahrein             | poluustavna monarhija                           | kralj Hamad ibn Isa al-Kalifa                                                                      | predsjednik Vlade šeik Khalifa bin Salman Al Khalifa |
| Bangladeš           | parlamentarna republika                         | predsjednik Abdul Hamid                                                                            | predsjednica Vlade Sheikh Hasina                     |
| Barbados            | parlamentarna monarhija1                        | kraljica Elizabeta II., v.d. generalna guvernerka Sandra Mason                                     | predsjednik Vlade Mia Mottley                        |
| Belgija             | parlamentarna monarhija                         | kralj Filip od Belgije                                                                             | predsjednik Vlade Charles Michel                     |
| Belize              | parlamentarna monarhija1                        | kraljica Elizabeta II., generalni guverner Sir Colville Young                                      | predsjednik Vlade Dean Barrow                        |
| Benin               | predsjednička republika                         | predsjednik Patrice Talon                                                                          | predsjednik Patrice Talon                            |
| Bjelorusija         | predsjednička republika                         | predsjednik Aleksandar Lukašenko                                                                   | predsjednik Vlade Roman Golovčenko                   |
| Bocvana             | predsjednička republika                         | predsjednik Mokgweetsi Masisi                                                                      | predsjednik Mokgweetsi Masisi                        |
| Bolivija            | predsjednička republika                         | predsjednik Evo Morales                                                                            | predsjednik Evo Morales                              |
| Bosna i Hercegovina | savezna parlamentarna predstavnička demokracija | predsjedništvo3: Milorad Dodik (predsjedavajući Predsjedništva4:), Šefik Džaferović, Željko Komšić | predsjednik Vijeća ministara Denis Zvizdić           |
| Brazil              | predsjednička republika                         | predsjednik Jair Bolsonaro                                                                         | predsjednik Jair Bolsonaro                           |
| Brunej              | apsolutna monarhija                             | sultan Hassanal Bolkiah                                                                            | sultan Hassanal Bolkiah                              |
| Bugarska            | parlamentarna republika                         | predsjednik Rumen Radew                                                                            | predsjednik Vlade Boyko Borisov                      |
| Burkina Faso        | predsjednička republika                         | predsjednik Roch Marc Christian Kaboré                                                             | predsjednik Vlade Paul Kaba Thieba                   |
| Burundi             | predsjednička republika                         | predsjednik Évariste Ndayishimiye                                                                  | predsjednik Évariste Ndayishimiye                    |
| Butan               | apsolutna monarhija                             | kralj Jigme Khesar Namgyal Wangchuck                                                               | predsjednik Vlade Lotay Tshering                     |

### C
| Država    | Oblik vladavine         | Šef države                     | Šef vlade                        |
| --------- | ----------------------- | ------------------------------ | -------------------------------- |
| Cipar     | predsjednička republika | predsjednik Nicos Anastasiades | predsjednik Nicos Anastasiades   |
| Crna Gora | parlamentarna republika | predsjednik Milo Đukanović     | predsjednik Vlade Duško Marković |

### Č
| Država | Oblik vladavine         | Šef države                   | Šef vlade                               |
| ------ | ----------------------- | ---------------------------- | --------------------------------------- |
| Čad    | predsjednička republika | predsjednik Idriss Déby      | predsjednik Vlade Albert Pahimi Padacké |
| Češka  | parlamentarna republika | predsjednik Miloš Zeman      | predsjednik Vlade Andrej Babiš          |
| Čile   | predsjednička republika | predsjednik Sebastián Piñera | predsjednik Sebastián Piñera            |

### D
| Država                 | Oblik vladavine         | Šef države                  | Šef vlade                            |
| ---------------------- | ----------------------- | --------------------------- | ------------------------------------ |
| Danska                 | parlamentarna monarhija | kralj Fridrik X.            | predsjednica Vlade Mette Frederiksen |
| Dominika               | parlamentarna republika | predsjednik Charles Savarin | predsjednik Vlade Roosevelt Skerrit  |
| Dominikanska Republika | predsjednička republika | predsjednik Danilo Medina   | predsjednik Danilo Medina            |

### DŽ
| Država  | Oblik vladavine         | Šef države                      | Šef vlade                                   |
| ------- | ----------------------- | ------------------------------- | ------------------------------------------- |
| Džibuti | predsjednička republika | predsjednik Ismail Omar Guelleh | predsjednik Vlade Abdoulkader Kamil Mohamed |

### E
| Država             | Oblik vladavine         | Šef države                                | Šef vlade                                      |
| ------------------ | ----------------------- | ----------------------------------------- | ---------------------------------------------- |
| Egipat             | vojna hunta             | predsjednik Abdel Fattah el-Sisi          | predsjednik Vlade Sherif Ismail                |
| Ekvador            | predsjednička republika | predsjednik Rafael Correa                 | predsjednik Rafael Correa                      |
| Ekvatorska Gvineja | predsjednička republika | predsjednik Teodoro Obiang Nguema Mbasogo | predsjednik Vlade Francisco Pascual Obama Asue |
| Salvador           | predsjednička republika | predsjednik Salvador Sánchez Cerén        | predsjednik Salvador Sánchez Cerén             |
| Eritreja           | parlamentarna republika | predsjednik Isaias Afewerki               | predsjednik Isaias Afewerki                    |
| Estonija           | parlamentarna republika | predsjednik Kersti Kaljulaid              | predsjednik Vlade Jüri Ratas                   |
| Esvatini           | apsolutna monarhija     | kralj Mswati III.                         | predsjednik Vlade Ambrose Mandvulo Dlamini     |
| Etiopija           | parlamentarna republika | predsjednik Sahle-Work Zewde              | predsjednik Vlade Abiy Ahmed                   |

### F
| Država    | Oblik vladavine             | Šef države                  | Šef vlade                           |
| --------- | --------------------------- | --------------------------- | ----------------------------------- |
| Fidži     | parlamentarna republika     | predsjednik George Konrote  | predsjednik Vlade Frank Bainimarama |
| Filipini  | predsjednička republika     | predsjednik Rodrigo Duterte | predsjednik Rodrigo Duterte         |
| Finska    | polupredsjednička republika | predsjednik Sauli Niinistö  | predsjednik Vlade Juha Sipilä       |
| Francuska | polupredsjednička republika | predsjednik Emmanuel Macron | predsjednik Vlade Édouard Philippe  |

### G
| Država        | Oblik vladavine          | Šef države                                                        | Šef vlade                             |
| ------------- | ------------------------ | ----------------------------------------------------------------- | ------------------------------------- |
| Gabon         | predsjednička republika  | predsjednik Ali Bongo Ondimba                                     | predsjednik Vlade Daniel Ona Ondo     |
| Gambija       | predsjednička republika  | predsjednik Yahya Jammeh                                          | predsjednik Yahya Jammeh              |
| Gana          | predsjednička republika  | predsjednik John Dramani Mahama                                   | predsjednik John Dramani Mahama       |
| Grčka         | parlamentarna republika  | predsjednik Károlos Papúlias                                      | predsjednik Vlade Alexis Tsipras      |
| Grenada       | parlamentarna monarhija1 | kraljica Elizabeta II., generalni guverner Dame Cécile La Grenade | predsjednik Vlade Keith Mitchell      |
| Gruzija       | predsjednička republika  | predsjednik Salome Zourabichvili                                  | predsjednik Vlade Mamuka Bakhtadze    |
| Gvajana       | predsjednička republika  | predsjednik Donald Ramotar                                        | predsjednik Vlade Sam Hinds           |
| Gvatemala     | predsjednička republika  | predsjednik Alejandro Giammattei                                  | predsjednik Alejandro Giammattei      |
| Gvineja       | predsjednička republika  | predsjednik Alpha Condé                                           | predsjednik Vlade Mohamed Said Fofana |
| Gvineja Bisau | predsjednička republika  | predsjednik José Mário Vaz                                        | predsjednik Vlade Aristides Gomes     |

### H
| Država   | Oblik vladavine         | Šef države                         | Šef vlade                          |
| -------- | ----------------------- | ---------------------------------- | ---------------------------------- |
| Haiti    | predsjednička republika | predsjednik Michel Martelly        | predsjednik Vlade Evans Paul       |
| Honduras | predsjednička republika | predsjednik Juan Orlando Hernández | predsjednik Juan Orlando Hernández |
| Hrvatska | parlamentarna republika | predsjednik Zoran Milanović        | predsjednik Vlade Andrej Plenković |

### I
| Država        | Oblik vladavine                                  | Šef države                                                  | Šef vlade                                                   |
| ------------- | ------------------------------------------------ | ----------------------------------------------------------- | ----------------------------------------------------------- |
| Indija        | parlamentarna republika                          | predsjednik Ram Nath Kovind                                 | predsjednik Vlade Narendra Modi                             |
| Indonezija    | predsjednička republika                          | predsjednik Joko Widodo                                     | predsjednik Joko Widodo                                     |
| Irak          | parlamentarna republika                          | predsjednik Fuad Masum                                      | predsjednik Vlade Haider Al-Abadi                           |
| Iran          | predsjednička republika pod teokratskim nadzorom | vrhovni vođa ajatolah Ali Hamenei; predsjednik Hasan Rohani | vrhovni vođa ajatolah Ali Hamenei; predsjednik Hasan Rohani |
| Irska         | parlamentarna republika                          | predsjednik Michael D. Higgins                              | taoiseach Enda Kenny                                        |
| Island        | parlamentarna republika                          | predsjednik Johanesson                                      | predsjednik vlade Sigmundur Davíð Gunnlaugsson              |
| Istočni Timor | parlamentarna republika                          | predsjednik Taur Matan Ruak                                 | predsjednik Vlade Xanana Gusmão                             |
| Italija       | parlamentarna republika                          | predsjednik Sergio Mattarella                               | predsjednik Vlade Giuseppe Conte                            |
| Izrael        | parlamentarna republika                          | predsjednik Reuven Rivlin                                   | predsjednik Vlade Benjamin Netanyahu                        |

### J
| Država       | Oblik vladavine          | Šef države                                                                | Šef vlade                                |
| ------------ | ------------------------ | ------------------------------------------------------------------------- | ---------------------------------------- |
| Jamajka      | parlamentarna monarhija1 | kraljica Elizabeta II., koju predstavlja generalni guverner Patrick Allen | predsjednica Vlade Portia Simpson-Miller |
| Japan        | parlamentarna monarhija  | car Naruhito                                                              | predsjednik Vlade Shinzo Abe             |
| Jemen        | predsjednička republika  | predsjednik Abd Rabbuh Mansur Hadi                                        | predsjednik Vlade Khaled Bahah           |
| Jordan       | poluustavna monarhija    | kralj Abdulah II.                                                         | predsjednik Vlade Abdullah Ensour        |
| JAR          | predsjednička republika  | predsjednik Cyril Ramaphosa                                               | predsjednik Cyril Ramaphosa              |
| Južna Koreja | predsjednička republika  | predsjednica Park Geun-hye                                                | predsjednik Vlade Jung Hong-won          |
| Južni Sudan  | predsjednička republika  | predsjednik Salva Kiir Mayardit                                           | predsjednik Salva Kiir Mayardit          |

### K
| Država          | Oblik vladavine                             | Šef države                                                              | Šef vlade                                                       |
| --------------- | ------------------------------------------- | ----------------------------------------------------------------------- | --------------------------------------------------------------- |
| Kambodža        | parlamentarna monarhija                     | kralj Norodom Sihamoni                                                  | predsjednik Vlade Samdech Hun Sen                               |
| Kamerun         | predsjednička republika                     | predsjednik Paul Biya                                                   | predsjednik Vlade Philémon Yang                                 |
| Kanada          | parlamentarna monarhija1                    | kraljica Karlo III., koju predstavlja generalni guverner David Johnston | predsjednik Vlade Justin Trudeau                                |
| Katar           | apsolutna monarhija                         | emir Tamim bin Hamad Al Thani                                           | predsjednik Vlade šeik Abdullah bin Nasser bin Khalifa Al Thani |
| Kazahstan       | predsjednička republika                     | predsjednik Nursultan Nazarbayev                                        | predsjednik Vlade Karim Masimov                                 |
| Kenija          | predsjednička republika                     | predsjednik Uhuru Kenyatta                                              | predsjednik Uhuru Kenyatta                                      |
| NR Kina         | republika pod vodstvom komunističke partije | predsjednik Xi Jinping                                                  | premijer Li Keqiang                                             |
| Kirgistan       | predsjednička republika                     | predsjednik Sooronbay Jeenbekov                                         | predsjednik Vlade Kubatbek Boronov                              |
| Kiribati        | predsjednička republika                     | predsjednik Anote Tong                                                  | predsjednik Anote Tong                                          |
| Kolumbija       | predsjednička republika                     | predsjednik Juan Manuel Santos                                          | predsjednik Juan Manuel Santos                                  |
| Komori          | predsjednička republika                     | predsjednik Ikililou Dhoinine                                           | predsjednik Ikililou Dhoinine                                   |
| DR Kongo        | polupredsjednička republika                 | predsjednik Joseph Kabila                                               | predsjednik Vlade Augustin Matata Ponyo                         |
| Republika Kongo | predsjednička republika                     | predsjednik Denis Sassou-Nguesso                                        | predsjednik Denis Sassou-Nguesso                                |
| Kosovo          | republika1                                  | predsjednik Hashim Thaçi                                                | predsjednik Vlade Ramush Haradinaj                              |
| Kostarika       | predsjednička republika                     | predsjednik Luis Guillermo Solís                                        | predsjednik Luis Guillermo Solís                                |
| Kuba            | socijalistička republika                    | predsjednik Miguel Diaz-Canel                                           | predsjednik Miguel Diaz-Canel                                   |
| Kuvajt          | poluustavna monarhija                       | emir Sabah Al-Ahmad Al-Džabir Al-Sabah                                  | predsjednik Vlade Jaber Al-Mubarak Al-Hamad Al-Sabah            |

### L
| Država      | Oblik vladavine                             | Šef države                                                            | Šef vlade                              |
| ----------- | ------------------------------------------- | --------------------------------------------------------------------- | -------------------------------------- |
| Laos        | republika pod vodstvom komunističke partije | predsjednik Choummaly Sayasone                                        | predsjednik Vlade Thongsing Thammavong |
| Latvija     | parlamentarna republika                     | predsjednik Andris Bērziņš                                            | predsjednik Vlade Laimdota Straujuma   |
| Lesoto      | parlamentarna monarhija                     | kralj Letsie III.                                                     | predsjednik Vlade Tom Thabane          |
| Libanon     | polupredsjednička vjerska republika         | v.d. predsjednika Tammam Salam                                        |                                        |
| Liberija    | predsjednička republika                     | predsjednik George Weah                                               | predsjednik George Weah                |
| Libija      | parlamentarna republika                     | predsjednik Velikog narodnog kongresa Nouri Abusahmain                | predsjednik Vlade Ali Zeidan           |
| Lihtenštajn | poluustavna monarhija                       | suvereni knez Hans-Adam II.; knez regent Alois, princ od Lihtenštajna | šef vlade Adrian Hasler                |
| Litva       | parlamentarna republika                     | predsjednica Dalia Grybauskaitė                                       | predsjednik Vlade Algirdas Butkevičius |
| Luksemburg  | parlamentarna monarhija                     | Veliki vojvoda Henri                                                  | predsjednik Vlade Xavier Bettel        |

### M
| Država              | Oblik vladavine             | Šef države                              | Šef vlade                                     |
| ------------------- | --------------------------- | --------------------------------------- | --------------------------------------------- |
| Madagaskar          | predsjednička republika     | predsjednik Andry Rajoelina             | predsjednik Vlade Christian Ntsay             |
| Mađarska            | parlamentarna republika     | predsjednik János Áder                  | predsjednik Vlade Viktor Orbán                |
| Sjeverna Makedonija | polupredsjednička republika | predsjednik Stevo Pendarovski           | predsjednik Vlade Oliver Spasovski            |
| Malavi              | predsjednička republika     | predsjednik Peter Mutharika             | predsjednik Peter Mutharika                   |
| Maldivi             | predsjednička republika     | predsjednik Ibrahim Mohamed Solih       | predsjednik Ibrahim Mohamed Solih             |
| Malezija            | ustavna monarhija           | kralj (Jang di-Pertuan Agong) Abdullah  | predsjednik Vlade Dato' Seri Anwar Ibrahim    |
| Mali                | predsjednička republika     | predsjednik Ibrahim Boubacar Keïta      | predsjednik Vlade Boubou Cisse                |
| Malta               | parlamentarna republika     | predsjednik George Vella                | predsjednik Vlade Robert Abela                |
| Maroko              | poluustavna monarhija       | kralj Muhamed VI.                       | predsjednik Vlade Saadeddine Othmani          |
| Maršalovi Otoci     | predsjednička republika     | predsjednik David Kabua                 | predsjednik David Kabua                       |
| Mauricijus          | parlamentarna republika     | predsjednik Barlen Vyapoory             | predsjednik Vlade Pravind Jugnauth            |
| Mauretanija         | islamska republika          | predsjednik Mohamed Ould Abdel Aziz     | predsjednik Vlade Mohamed Salem Ould Béchir   |
| Meksiko             | predsjednička republika     | predsjednik Andrés Manuel López Obrador | predsjednik Andrés Manuel López Obrador       |
| Mjanmar             | parlamentarna republika     | predsjednik Win Myint                   | državni savjetnik Aung San Suu Kyi            |
| Mikronezija         | predsjednička republika     | predsjednik David W. Panuelo            | predsjednik David W. Panuelo                  |
| Moldavija           | polupredsjednička republika | predsjednik Igor Dodon                  | predsjednik Vlade Pavel Filip                 |
| Monako              | ustavna monarhija           | knez Albert II.                         | državni ministar Serge Telle                  |
| Mongolija           | polupredsjednička republika | predsjednik Khaltmaagiin Battulga       | predsjednik Vlade Ukhnaagiin Khürelsükh       |
| Mozambik            | predsjednička republika     | predsjednik Filipe Nyusi                | predsjednik Vlade Carlos Agostinho do Rosário |

### N
| Država      | Oblik vladavine          | Šef države                                                 | Šef vlade                           |
| ----------- | ------------------------ | ---------------------------------------------------------- | ----------------------------------- |
| Namibija    | predsjednička republika  | predsjednik Hage Geingob                                   | predsjednik Vlade Saara Kuugongelwa |
| Nauru       | parlamentarna republika  | predsjednik Baron Waqa                                     | predsjednik Baron Waqa              |
| Nepal       | republika                | predsjednik Bidhya Devi Bhandari                           | predsjednik Vlade Khadga Prasad Oli |
| Niger       | predsjednička republika  | predsjednik Mahamadou Issoufou                             | predsjednik Vlade Brigi Rafini      |
| Nigerija    | predsjednička republika  | predsjednik Goodluck Jonathan                              | predsjednik Goodluck Jonathan       |
| Nikaragva   | predsjednička republika  | predsjednik Daniel Ortega                                  | predsjednik Daniel Ortega           |
| Nizozemska  | parlamentarna monarhija  | kralj Willem-Alexander                                     | predsjednik Vlade Mark Rutte        |
| Norveška    | parlamentarna monarhija  | kralj Harald V.                                            | predsjednik Vlade Erna Solberg      |
| Novi Zeland | parlamentarna monarhija1 | kraljica Elizabeta II., generalni guverner Jerry Mateparae | predsjednik Vlade John Key          |

### NJ
| Država   | Oblik vladavine         | Šef države                          | Šef vlade                |
| -------- | ----------------------- | ----------------------------------- | ------------------------ |
| Njemačka | parlamentarna republika | predsjednik Frank-Walter Steinmeier | kancelarka Angela Merkel |

### O
| Država           | Oblik vladavine         | Šef države                    | Šef vlade                              |
| ---------------- | ----------------------- | ----------------------------- | -------------------------------------- |
| Obala Bjelokosti | predsjednička republika | predsjednik Alassane Ouattara | predsjednik Vlade Daniel Kablan Duncan |
| Oman             | apsolutna monarhija     | sultan Haitham bin Tariq      | sultan Haitham bin Tariq               |

### P
| Država             | Oblik vladavine          | Šef države                                                                | Šef vlade                            |
| ------------------ | ------------------------ | ------------------------------------------------------------------------- | ------------------------------------ |
| Pakistan           | predsjednička republika  | predsjednik Arif Alvi                                                     | predsjednik Vlade Imran Khan         |
| Palau              | predsjednička republika  | predsjednik Thomas Remengesau Jr.                                         | predsjednik Thomas Remengesau Jr.    |
| Panama             | predsjednička republika  | predsjednik Juan Carlos Varela                                            | predsjednik Juan Carlos Varela       |
| Papua Nova Gvineja | parlamentarna monarhija1 | kraljica Elizabeta II., koju predstavlja generalni guverner Sir Bob Dadae | predsjednik Vlade Sir Peter O'Neill  |
| Paragvaj           | predsjednička republika  | predsjednik Mario Abdo Benítez                                            | predsjednik Mario Abdo Benítez       |
| Peru               | predsjednička republika  | predsjednik Martín Vizcarra                                               | predsjednik Vlade César Villanueva   |
| Poljska            | parlamentarna republika  | predsjednik Andrzej Duda                                                  | predsjednik Vlade Mateusz Morawiecki |
| Portugal           | parlamentarna republika  | predsjednik Marcelo Rebelo de Sousa                                       | predsjednik Vlade António Costa      |

### R
| Država    | Oblik vladavine             | Šef države                 | Šef vlade                          |
| --------- | --------------------------- | -------------------------- | ---------------------------------- |
| Ruanda    | predsjednička republika     | predsjednik Paul Kagame    | predsjednik Vlade Edouard Ngirente |
| Rumunjska | polupredsjednička republika | predsjednik Klaus Iohannis | predsjednik Vlade Ludovic Orban    |
| Rusija    | polupredsjednička republika | predsjednik Vladimir Putin | predsjednik Vlade Mihail Mišustin  |

### S
| Država                    | Oblik vladavine                             | Šef države                                                                                  | Šef vlade                                            |
| ------------------------- | ------------------------------------------- | ------------------------------------------------------------------------------------------- | ---------------------------------------------------- |
| Samoa                     | parlamentarna demokracija                   | o le Ao o le Malo Va'aletoa Sualauvi II.                                                    | predsjednik Vlade Tuilaepa Aiono Sailele Malielegaoi |
| San Marino                | parlamentarna republika                     | kapetani regenti Stefano Palmieri i Matteo Ciacci                                           | kapetani regenti Stefano Palmieri i Matteo Ciacci    |
| Saudijska Arabija         | apsolutna monarhija                         | kralj Salman                                                                                | kralj Salman                                         |
| Sejšeli                   | predsjednička republika                     | predsjednik Danny Faure                                                                     | predsjednik Danny Faure                              |
| Senegal                   | predsjednička republika                     | predsjednik Macky Sall                                                                      | predsjednik Vlade Mohamed Dionne                     |
| Sijera Leone              | predsjednička republika                     | predsjednik Julius Maada Bio                                                                | predsjednik Julius Maada Bio                         |
| Singapur                  | parlamentarna republika                     | predsjednik Halimah Yacob                                                                   | predsjednik Vlade Lee Hsien Loong                    |
| Sirija                    | predsjednička republika                     | predsjednik Bashar al-Assad                                                                 | predsjednik Vlade Imad Khamis                        |
| SAD                       | predsjednička republika                     | predsjednik Donald Trump                                                                    | predsjednik Donald Trump                             |
| Sjeverna Koreja           | republika pod vodstvom komunističke partije | vrhovni vođa Kim Jong-un predsjedavajući Prezidijuma Vrhovne Narodne Skupštine Kim Yong-nam | premijer Pak Pong-ju                                 |
| Slovačka                  | parlamentarna republika                     | predsjednik Zuzana Čaputová                                                                 | predsjednik Vlade Igor Matovič                       |
| Slovenija                 | parlamentarna republika                     | predsjednik Borut Pahor                                                                     | predsjednik Vlade Janez Janša                        |
| Solomonski Otoci          | parlamentarna monarhija1                    | kraljica Elizabeta II., koju predstavlja generalni guverner Frank Kabui                     | predsjednik Vlade Rick Houenipwela                   |
| Somalija                  | de jure polupredsjednička država            | predsjednik Mohamed Abdullahi Mohamed                                                       | predsjednik Vlade Hassan Ali Khayre                  |
| Srbija                    | polupredsjednička republika                 | predsjednik Aleksandar Vučić                                                                | predsjednik Vlade Ana Brnabić                        |
| Srednjoafrička Republika  | predsjednička republika                     | predsjednik Faustin-Archange Touadéra                                                       | predsjednik Vlade Simplice Sarandji                  |
| Sudan                     | predsjednička republika                     | predsjednik Omar Hassan Ahmad al-Bashir                                                     | predsjednik Vlade Bakri Hassan Saleh                 |
| Surinam                   | predsjednička republika                     | predsjednik Dési Bouterse                                                                   | predsjednik Dési Bouterse                            |
| Sveta Lucija              | parlamentarna monarhija1                    | kraljica Elizabeta II., koju predstavlja generalni guverner Neville Cenac                   | predsjednik Vlade Sir Allen Chastanety               |
| Sveti Kristofor i Nevis   | parlamentarna monarhija1                    | kraljica Elizabeta II., koju predstavlja generalni guverner Sir Tapley Seaton               | predsjednik Vlade Timothy Harris                     |
| Sveti Toma i Princip      | polupredsjednička republika                 | predsjednik Evaristo Carvalho                                                               | predsjednik Vlade Patrice Trovoada                   |
| Sveti Vincent i Grenadini | parlamentarna monarhija1                    | kraljica Elizabeta II., koju predstavlja generalni guverner Sir Frederick Ballantyne        | predsjednik Vlade Ralph Gonsalves                    |

### Š
| Država     | Oblik vladavine             | Šef države | Šef vlade |
| ---------- | --------------------------- | --- | --- |
| Španjolska | parlamentarna monarhija     | kralj Filip VI. | predsjednik Vlade Pedro Sánchez |
| Šri Lanka  | polupredsjednička republika | predsjednik Maithripala Sirisena | predsjednik Vlade Ranil Wickremesinghe |
| Švedska    | parlamentarna monarhija     | kralj Carl XVI. Gustaf | predsjednik Vlade Stefan Löfven |
| Švicarska  | parlamentarna republika     | Švicarsko federalno vijeće3: Alain Berset, Ueli Maurer, Doris Leuthard, Simonetta Sommaruga, Johann Schneider-Ammann, Guy Parmelin, Ignazio Cassis | Švicarsko federalno vijeće3: Alain Berset, Ueli Maurer, Doris Leuthard, Simonetta Sommaruga, Johann Schneider-Ammann, Guy Parmelin, Ignazio Cassis |

### T
| Država            | Oblik vladavine          | Šef države                                                | Šef vlade                                  |
| ----------------- | ------------------------ | --------------------------------------------------------- | ------------------------------------------ |
| Tadžikistan       | predsjednička republika  | predsjednik Emomali Rahmon                                | predsjednik Vlade Okil Okilov              |
| Tajland           | monarhija                | kralj Maha Vajiralongkorn                                 | predsjednik Vlade Prayut Chan-o-cha        |
| Tanzanija         | predsjednička republika  | predsjednik Jakaya Kikwete                                | predsjednik Vlade Mizengo Pinda            |
| Togo              | predsjednička republika  | predsjednik Faure Gnassingbé                              | predsjednik Vlade Kwesi Ahoomey-Zunu       |
| Tonga             | parlamentarna monarhija  | kralj Tupou VI.                                           | predsjednik Vlade Sialeʻataongo Tuʻivakanō |
| Trinidad i Tobago | parlamentarna republika  | predsjednik Paula-Mae Weekes                              | predsjednik Vlade Keith Rowley             |
| Tunis             | predsjednička republika  | predsjednik Moncef Marzouki                               | predsjednik Vlade Ali Laarayedh            |
| Turkmenistan      | predsjednička republika  | predsjednik Gurbanguly Berdimuhammedov                    | predsjednik Gurbanguly Berdimuhammedov     |
| Turska            | predsjednička republika  | predsjednik Recep Tayyip Erdoğan                          |                                            |
| Tuvalu            | parlamentarna monarhija1 | kraljica Elizabeta II., generalni guverner Iakoba Italeli | predsjednik Vlade Enele Sopoaga            |

### U
| Država                     | Oblik vladavine             | Šef države                                  | Šef vlade                                 |
| -------------------------- | --------------------------- | ------------------------------------------- | ----------------------------------------- |
| Uganda                     | republika                   | predsjednik Yoweri Museveni                 | premijer Amama Mbabazi                    |
| Ujedinjeni Arapski Emirati | poluustavna monarhija       | predsjednik šeik Kalifa bin Zajed al-Nahjan | premijer šeik Muhamed bin Rašid Al Maktum |
| Ujedinjeno Kraljevstvo     | parlamentarna monarhija1    | kraljica Karlo III.                         | premijerka Theresa May                    |
| Ukrajina                   | polupredsjednička republika | predsjednik Petro Porošenko                 | predsjednik Vlade Arsenij Jacenjuk        |
| Urugvaj                    | predsjednička republika     | predsjednik Luis Lacalle Pou                | predsjednik Luis Lacalle Pou              |
| Uzbekistan                 | republika                   | predsjednik Šavkat Mirzijajev               | predsjednik Vlade Abdulla Oripov          |

### V
| Država    | Oblik vladavine                             | Šef države                  | Šef vlade                                                                                         |
| --------- | ------------------------------------------- | --------------------------- | ------------------------------------------------------------------------------------------------- |
| Vanuatu   | parlamentarna republika                     | predsjednik Iolu Abil       | predsjednik Vlade Moana Carcasses Kalosil                                                         |
| Vatikan   | papinska država                             | papa Franjo                 | državni tajnik kardinal Pietro Parolin; predsjednik Guvernata Vatikanskog Grada Giuseppe Bertello |
| Venezuela | predsjednička republika                     | predsjednik Nicolás Maduro  | predsjednik Nicolás Maduro                                                                        |
| Vijetnam  | republika pod vodstvom komunističke partije | predsjednik Trương Tấn Sang | predsjednik Vlade Nguyen Tan Dung                                                                 |

### Z
| Država                | Oblik vladavine             | Šef države                       | Šef vlade                          |
| --------------------- | --------------------------- | -------------------------------- | ---------------------------------- |
| Zambija               | predsjednička republika     | predsjednik Michael Sata         | predsjednik Michael Sata           |
| Zelenortska Republika | polupredsjednička republika | predsjednik Jorge Carlos Fonseca | predsjednik Vlade José Maria Neves |
| Zimbabve              | predsjednička republika     | predsjednik Emmerson Mnangagwa   | predsjednik Emmerson Mnangagwa     |

## Popis vođa međunarodno nepriznatih država
| Država                          | Napomena                                                                            | Šef države                         | Šef vlade                                            |
| ------------------------------- | ----------------------------------------------------------------------------------- | ---------------------------------- | ---------------------------------------------------- |
| Abhazija                        | autonomna republika u sastavu Gruzije                                               | predsjednik Aleksander Ankvab      | predsjednik Vlade Leonid Lakerbaia                   |
| Gorski Karabah                  | smatra se dijelom Azerbejdžana, ali de facto kontrolu nad teritorijem ima Armenija. | predsjednik Bako Sahakian          | predsjednik Vlade Arayik Harutyunyan                 |
| Južna Osetija                   | de facto republika unutar međunarodno priznate Gruzije                              | predsjednik Leonid Tibilov 6:      | predsjednik Vlade Rostislav Khugayev                 |
| Palestina                       | samoupravno područje u sastavu Izraela                                              | predsjednik Mahmoud Abbas 7:       | predsjednik Vlade Rami Hamdallah (izvanredno stanje) |
| Pridnjestrovlje                 | de facto neovisna država unutar Moldove                                             | predsjednik Yevgeny Shevchuk       | predsjednica Vlade Tatiana Turanskaya                |
| Somaliland                      | de facto neovisna država unutar Somalije                                            | predsjednik Ahmed Mahamoud Silanyo | predsjednik Ahmed Mahamoud Silanyo                   |
| Tajvan (Republika Kina)         | de facto neovisna država                                                            | predsjednik Ma Ying-jeou           | premijer Jiang Yi-huah                               |
| Turska Republika Sjeverni Cipar | priznata samo od strane Turske                                                      | predsjednik Mustafa Akıncı         | predsjednik Vlade Tufan Erhürman                     |
| Zapadna Sahara                  | pod upravom Maroka, vlada u izbjeglištvu nadzire dio teritorija.                    | predsjednik Mohamed Abdelaziz      | predsjednik Vlade Abdelkader Taleb Oumar             |

## Napomene
1. u državama Commonwealtha (s iznimkom Ujedinjenog kraljevstva), formalni državni poglavar je britanski kralj (sada je to kraljica Elizabeta II.), a njega predstavlja generalni guverner.
2. u preambuli Ustava Demokratske Narodne Republike Koreje stoji: "DNR Koreja i cjelokupni korejski narod podržavat će velikog vođu druga Kim Il Sunga kao vječnog predsjednika Republike, branit će i nastaviti njegove ideje i provest će i dovršit Juche revoluciju pod vodstvom Radničke partije". Kim Il Sung je umro 1994. godine.
3. kolektivno tijelo koje donosi odluke (kolektivni šef države)
4. dužnost predsjedavajućeg Predsjedništva traje osam mjeseci, tako da svaki član tročlanog Predsjedništva dužnost predsjedavajućeg obnaša dvaput u mandatu
5. predsjednik Švicarske Konfederacija obnaša dužnost kao primus inter pares na vrijeme od jedne godine
6. 12. studenog 2006. Spasilačka unija Južne Osetije,  opozvala je vodstvo Eduarda Džabeviča Kokoitia, organizirala alternativne predsjedničke izbore na kojima je Dmitri Sanakoev izabran za predsjednika alternativne Vlade Južne Osetije.
7. iako su palestinske vlasti odgovorne za upravu nad Zapadnom obalom i Pojasom Gaze, Palestinska oslobodilačka organizacija (PLO) zapravo vodi vanjske poslove koji se odnose na palestinski narod
8. pod zajedničkom upravom UNMIK i privremenih samoupravnih institucija, proglasilo nezavisnost od Srbije

## Poveznice
- Popis država
- Poglavar države
- Predsjednik vlade

## Vanjske poveznice
- (engl.) Popis vladara kroz povijest
- (engl.) Popis šefova država i vlada (CIA)  Arhivirana inačica izvorne stranice od 5. studenoga 2020. (Wayback Machine)